# Vracovská lípa
Vracovská lípa je památný strom u osady Vracov, západně od Plánice v okrese Klatovy. Lípa velkolistá (Tilia platyphyllos) roste u rybníka na Vracovském potoce, před mlýnem jižně od osady. Obvod jejího kmene měří 460 cm a koruna stromu dosahuje do výšky 21 m (měření 1992). Lípa je chráněna od roku 1992 pro svůj vzrůst a věk.

## Stromy v okolí
- Zdebořická lípa
- Lípa u kapličky v Obytcích